# قسم مازو الريفي (مقاطعة انديمشك)
قسم مازو الريفي (بالفارسية: دهستان مازو) هي قسم تقع في إيران في ناحية ألوار غرمسيري. يقدر عدد سكانها بـ 4,117 نسمة .